# Movistar Open 2000
Il Movistar Open 2000 è stato un torneo di tennis giocato sulla terra rossa.
È stata la 7ª edizione del Movistar Open, che fa parte della categoria International Series nell'ambito dell'ATP Tour 2000. Si è giocato a Santiago in Cile, dal 28 al 6 marzo 2000.

## Campioni

### Singolare
Gustavo Kuerten ha battuto in finale  Mariano Puerta con il punteggio di 7–6(3), 6–3.

### Doppio
Gustavo Kuerten /  Antonio Prieto hanno battuto in finale  Lan Bale /  Piet Norval con il punteggio di 6–2, 6–4.